# Anders Carl Rutström
Anders Carl Rutström, född 30 november 1721 i Luleå Gammelstad, död  27 oktober 1772 i Stockholm, var en svensk skolrektor, präst, poet och politiker.

## Biografi
Anders Carl Rutström var son till fältväbeln Nils Rutström och Brita Steen. Fadern var en så kallad karolin, varför han fick namnet Carl efter Karl XII, död samma datum som han föddes, och Anders (Andreas) som har namnsdag då.
Han prästvigdes i Västerås 1745, blev adjunkt i Storkyrkan året därpå och utnämndes till häktespredikant 1748. Han blev teologie doktor vid universitetet i Greifswald 1756 och utnämndes till kyrkoherde i Hedvig Eleonora församling i Stockholm 1758. Han var en ivrig och gärna hörd förkunnare (herrnhutare) och politiker (hattpartiet). Då han på grund av sin "herrnhutism" avsattes från sitt ämbete som kyrkoherde 1765 och landsförvisades 1766 begav han sig via Köpenhamn till Hamburg, men kunde återvända 1770 efter att hattarna återkommit till makten. Han avled i häktet på Stockholms slott den 27 oktober 1772, dit han förts några månader tidigare  för att inte kunna störa Gustav III:s statskupp, eftersom han alltsedan Lovisa Ulrikas kuppförsök 1756 gjort sig känd både som medryckande folktalare och som motståndare till en stark kungamakt.
Rutström var en flitig sångförfattare och avslutade många av sina predikningar med en egen sångtext. Han har ett 90-tal nummer i samlingen Sions Nya Sånger från 1778 (även kallad "Rutströms sånger"), varifrån åtskilliga tagits in i Sionstoner, Svenska Missionsförbundets sångbok 1920 (SMF 1920), Guds lov och Lova Herren 1988. De förekommer även bland annat i den tidigare utgivna Herde-Rösten 1892. Han är begraven på Hedvig Eleonora kyrkogård i Stockholm.
Rutström var sedan 1747 gift med Birgitta eller Brita Stiernman, dotter till befallningsmannen Petter Stiernman och Margareta Bodera. De fick sju barn, av vilka endast två uppnådde vuxen ålder: dottern Carolina Weltzin (f 1754) blev författare och översättare, sonen Carl Birger Rutström (f 1758) blev ledamot av Svenska Akademien på stol nr 15. Hustrun Brita avled strax före midsommar samma år som maken (1772). Rutströms mor Brita och hans syster Anna Christina överlevde dem båda.

## Psalmer
- Det står att Gud är död 1762 (?) (Sions Nya Sånger nr 39, Lova Herren 1988 nr 339) Finns på Wikisource.
- Du härlighets låga och eviga ljus 1767 (Lova Herren nr 78)
- En gång, en gång, en gång skall något härligt hända (Sions Nya Sånger nr 86, SMF 1920 nr 479, med anslaget En gång, ja, kanske snart i Lova Herren 1988 nr 713)
- En punkt i ewighetens längd (Sions Nya Sånger nr 2) Finns på Wikisource.
- Fördolde Gud, du ursprungskälla 1759 (Sions Nya Sånger nr 66, Lova Herren nr 24)
- Hugsvala mitt hjärta, barmhärtige Gud 1767 (Sions Nya Sånger nr 52 med inledningen Hugswala mitt hjerta, hugswalande Gud, Lova herren nr 571)
- Jesus ande, tala 1756 (Sions Nya Sånger nr 34, Lova herren, Läsesång nr 4) Finns på Wikisource.
- Kom, huldaste förbarmare (Sions Nya Sånger nr 50, Segertoner 1930 nr 17) Finns på Wikisource.
- Lammets folk och Sions fränder (Sions Nya Sånger nr 83, Herde-Rösten, 1892, som nr 377 under rubriken Frälsta skaror. Diktad 1754. Finns på Wikisource.
- Nu bort med annat allt 1754 (Lova herren nr 439)
- Nu går ett nådigt Herrens år 1754 (Sions Nya Sånger nr 23, Lova herren nr 134)
- Nu är jag glad och hjärtligt nöjd  1754 (Sions Nya Sånger nr 64, Lova herren, Läsesång nr 10)
- På ditt ord, Herre, går jag fram (Luthersk Psalmbok 788)
- Skall jag mitt hjärtas tro bekänna 1756 (Sions Nya Sånger nr 43, Lova herren, Läsesång nr 7)
- Ur stoftet blev i Herrens hand (Sions Nya Sånger nr 8)
- Vad annan lön än skam och ve 1767 (Sions Nya Sånger nr 70, Lova herren, Läsesång nr 13) Finns på Wikisource.
- Vem är en sådan Gud som vår Finns på Wikisource.

Dessutom ofta tillskriven Rättfärdig blev världen som skrevs av Magnus Brynolf Malmstedt. Likaså uppges han, troligen felaktigt, vara kompositör 1767 till melodin till psalm nr 73 i Svenska Missionsförbundets sångbok 1894 (SMF) Min blodige konung på korsträdets stam, vars text författades av Fredrika Eleonora Falck men i Sionstoner nr 35 anges som författad av R. liksom i Segertoner 1930.
För övrigt finns följande sånger och psalmtitlar tillskrivna Rutström publicerade i Guds Lov 1931. 
- Ack himlamonark GL 389
- Bort allt annat, bort allt annat GL 620
- Bort, himmel, jord, bort, allt annat GL 617
- Den hinden, som snart GL 621
- Det står ju Herrens fok en rolighet GL 478
- Du nådens och kärlekens eviga allt GL 619
- Död jag skulle likväl tala GL 469
- Gud vår Fader Vår av evig nåd GL 25
- Guds Lamm, hör hela jorden GL 265
- Hjärtans Jesus, hulde broder GL 263
- Hören folk och alla släkten GL 516
- I Lammets död och smärta GL 614
- Jag den förnämste syndare GL 148
- Jerusalem, den heliga stad GL 470
- Johannes en stark röst från himlen hördes tala GL 475
- Kom ljuva ro och sommarnöje GL 395
- Lycklig jag, som nu får sjunga GL 473
- Låt himmel och jord mörkna av GL 622
- Min Jesus utav Nasaret GL 156
- Minns du min själ, den dyrbara stunden GL613
- Nu borde hela jorden GL 62
- Nu hörs en fröjd av änglakor GL 514
- O helger Ande, sanner Gud GL137
- O vilket djup av hemlighet GL 515
- O vilken rikedom av vishet GL 37
- Stor sak, i allt, jag ser allt annat GL 149
- Säll den, i Herrens namn sin jämmerdal har lämnat GL 474
- Upp dyrköpta bundsförvanter GL 516
- Vår Herre Jesu Kristi Gud GL 27
- Vår sällhet och dygd GL 36
- Väl mig, evigt väl! GL 615